# Nicola Cafés

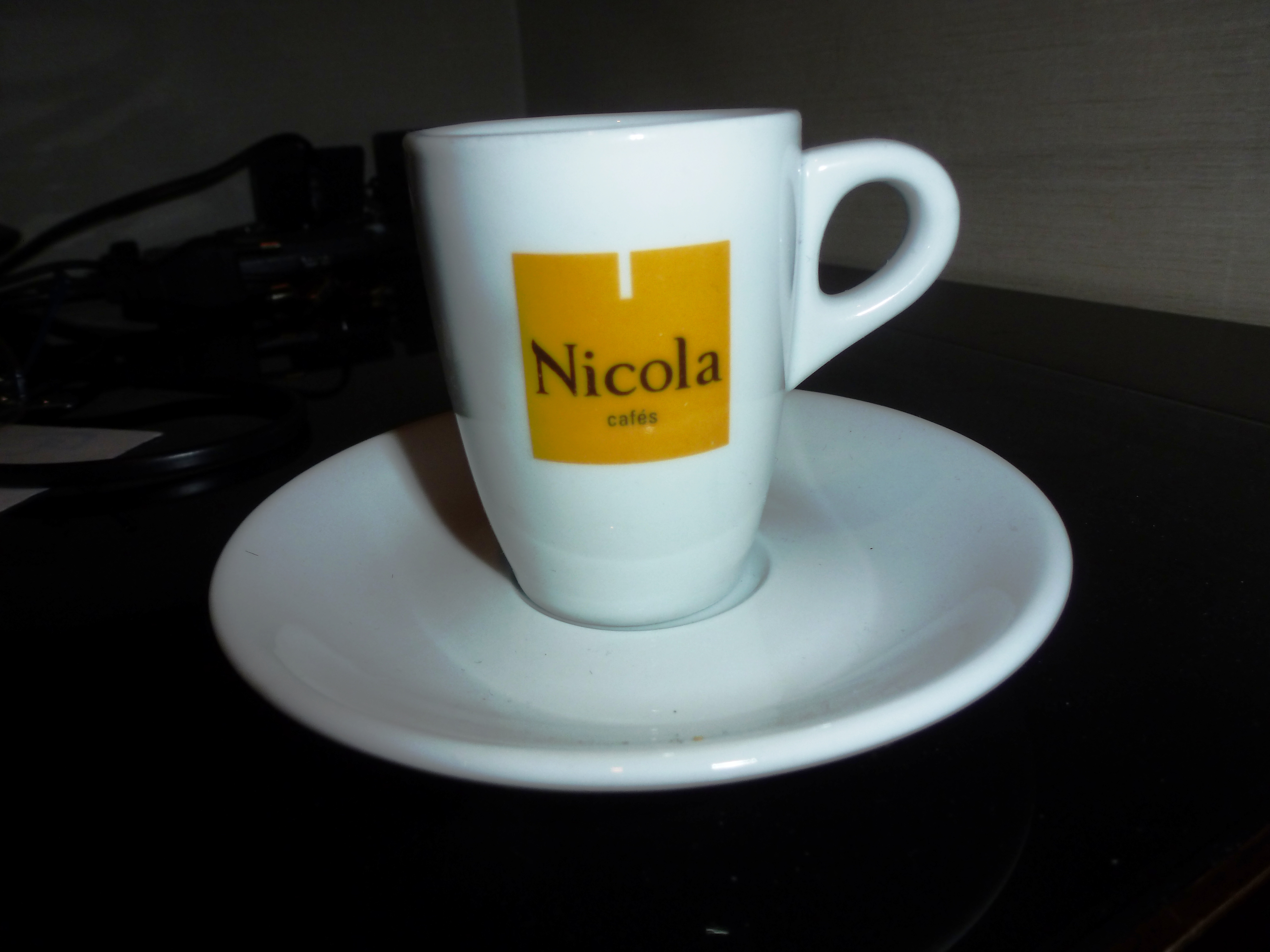
O Bica tipică - Ceașcă cu Nicola-Logo

Nicola Cafés este o marcă portugheză și o companie care comercializează cafea. După liderul de piață Delta Cafés si sora Nestlé SICAL, Nicola este a treia mare companie de cafea din Portugalia.

## Istoric
Cafeneaua Café Nicola a fost fondată la 1787 în Piața-Rossio, în Lisabona. Originile companiei datează din anul 1779. În Café erau oferite propriile amestecurile de cafea din coloniile portugheze din aceea vreme, Brazilia și São Tomé și Príncipe. Datorită creșterii vânzărilor a fost necesară o instalație de prăjire proprie. Aceasta a apărut la mijlocul secolului al XIX-lea într-o suburbie din Lisabona, Venda Nova, unde se află până în prezent sediul central al companiei.
În 1999, compania portugheză Nutrinveste a cumpărat cafenele Nicola, și împreună cu marca de cafea Chave D´Ouro a format Nutricafés. În 2006 a preluat Nutricafés, compania portugheză de investiții Explorer Investments/MCH Private Equitiy.
În iulie 2016, Nutricafés a fost vândută de compania de investiții pentru 74,5 milioane de euro, companiei italiene de cafea Segafredo Zanetti.  Astfel, Segafredo a devenit al treilea mare producător de cafea din Portugalia. În 2015, Nutricafés a avut o cifră de afaceri de 34,1 milioane de euro.